# Maurice Bavaud
Maurice Bavaud (Neuchâtel, 15 de janeiro de 1916 – Berlim, 14 de maio de 1941) foi um cidadão suíço que planejou em 1938 matar Adolf Hitler. Falhou em seu intento, e após sua prisão foi condenado à morte por um conselho secreto e executado.

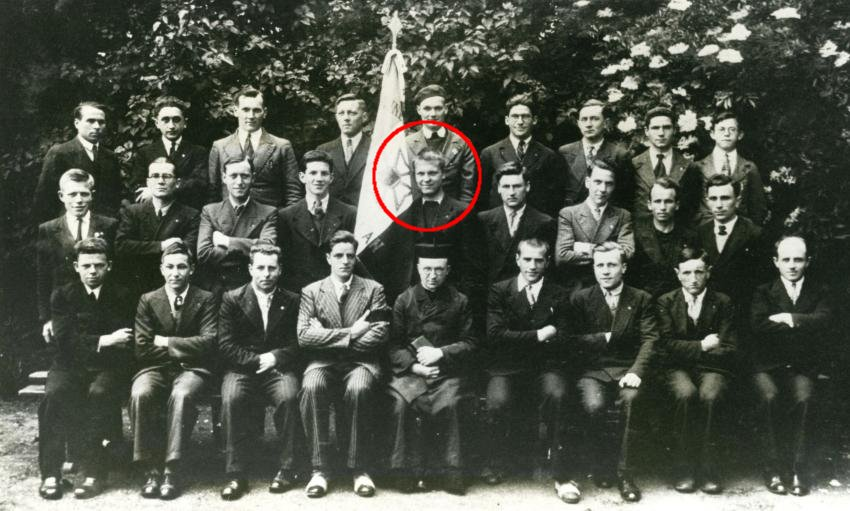
Fotografia de turma escolar (Bavaud destacado próximo à bandeira no círculo vermelho)